# Берженьи, Даниэль
Даниэль Берженьи, Даниель Бержени (венг. Dániel Berzsenyi von Egyházasberzseny; 7 мая 1776, с. Эдьхазашхетье (ныне медье Ваш на западе Венгрии) — 24 февраля 1836, Никла (ныне медье Шомодь, Венгрия), Австрийская империя) — известный венгерский поэт.

## Биография
Знатного происхождения. Окончил евангелистский лицей в Шопроне. Жил в провинциальной глуши, самостоятельно управляя своим поместьем в Эдьхазашхетье. На протяжении многих лет не принимал никакого участия в венгерской литературной жизни.

## Творчество
Первые поэтические опыты Берженьи относятся к концу XVIII в. Его поэтическая деятельность обнаружилась случайно, благодаря усилиям писателя и реформатора венгерской литературы и венгерского языка Ференца Казинци, предложившего опубликовать стихи Бержени.
После выхода первого и единственного прижизненного сборника стихов в 1813 г., вызвавших бурю восторга по всей стране, он стал широко известным поэтом Венгрии. Поэтический сборник поэта впоследствии переиздавался в 1816, 1842 и 1859 годах.
В 1817 г. поэзия Берженьи подверглась критике со стороны Ференца Кёльчеи, обвинившего его в применении слов из местного диалекта и отступлении от правил и норм классицизма. Тяжело переживший критику поэт, замкнулся, отошёл от литературного процесса и в течение 8 лет ничего не писал.
Затем, примкнул к «латинской» школе поэтов, основанной ещё в 1772 г. одновременно с выходом первого венгерского перевода «Энеиды».
Оды Берженьи, отчасти написанные в подражании Горацию отличаются прелестью формы и трогательностью содержания.
Берженьи-лирик, ставший одним из родоначальников романтизма в венгерской национальной литературе, в творчестве и мировосприятии которого отразились противоречия его эпохи, идеализировал утраченные нравственные ценности античной эпохи, венгерский дворянский патриотизм, бывший некогда героическим, религию, руководимую разумом.
Произведения Берженьи, относящиеся по форме как к классицизму, так и романтизму, отражают, как со временем его идеалы — провинциального помещика и впечатлительного поэта, медленно разрушались окружающей реальностью. Место мечтаний заняло разочарование. В стихотворении «Моим друзьям» от называет свои прежние душевные чувства и мечтания — бесцельными и вспоминает свои дела ушедшие в прошлое.
Ярко выраженным душевным разладом, поисками мужества, жизненной мудростью, рождающейся из душевного смятения и приходящую к стоическому успокоению наполнены стихи «Кладбище», «К Майлату», «Поэзия в прошлом и теперь» и др.
Особенно популярными стали его патриотические оды, посвященные событиям в годы наполеоновских войн в 1805—1807 г., решавшими судьбу его родины и всей Европы, в частности, «К венграм», «Битва при Ульме», «Жив еще Бог моего народа» и др.
Берженьи нередко прибегал к своей особой жанровой форме, возникшей из слияния элегии и оды, чтобы полнее передать весь комплекс обуревавших его чувств и переживаний.
Берженьи выступал сторонником идей Просвещения, что сказалось в его критике религиозных представлений, утилитарном подходе к поэзии, склонности к моральным поучениям.

## Память
- В 1860 году поэту был воздвигнут памятник в городе Никле, где он умер.